# Minnesota State Academy for the Deaf
Minnesota State Academy for the Deaf, dont le nom est couramment abrégé en MSAD, est une école pour sourds, située à Faribault en Minnesota, aux États-Unis. Elle a été fondée en 1863.

## Histoire

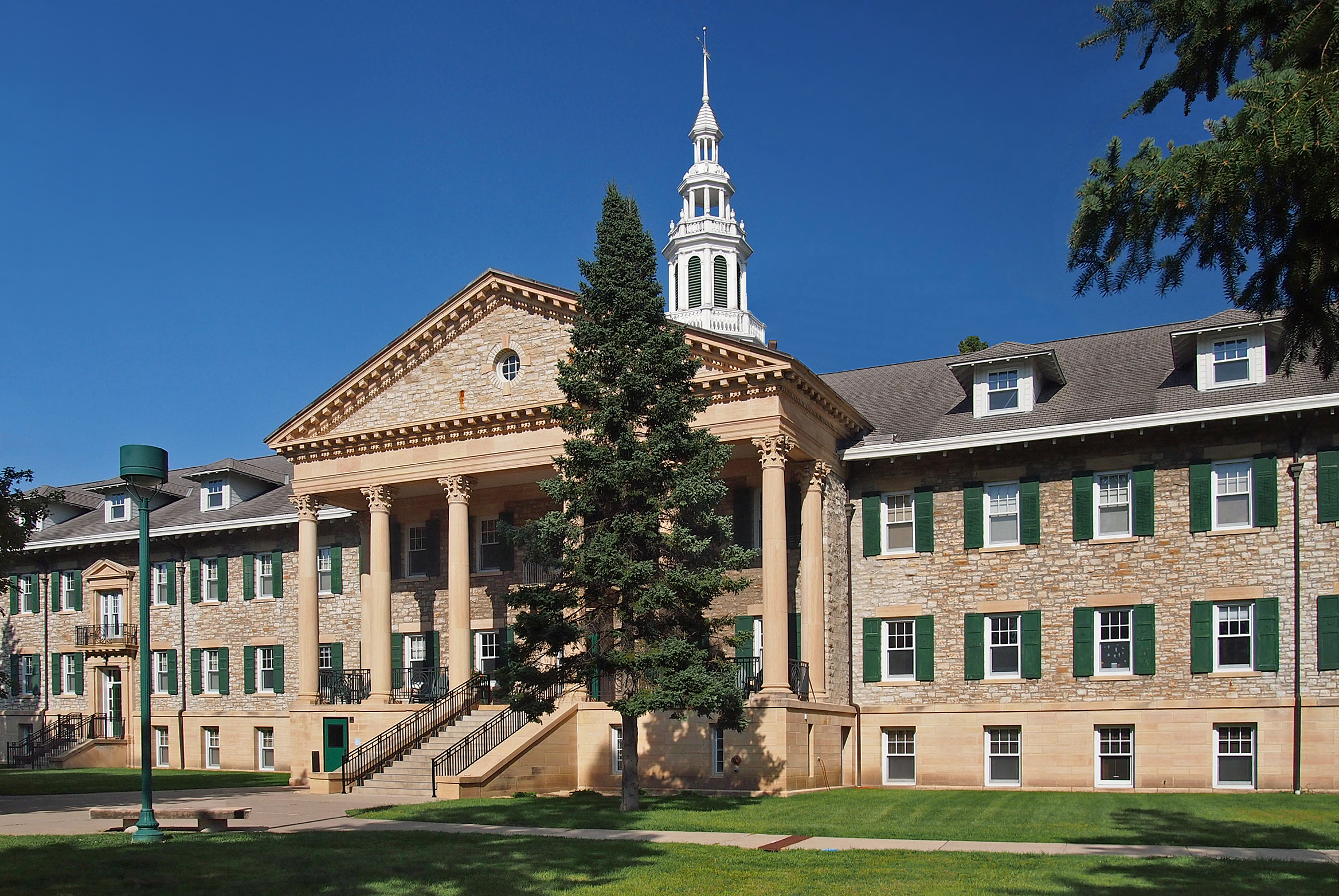
Bâtiment d'administration de Minnesota School for the Deaf

## Personnalités
- Daniel Durant
- Audree Norton
- Leonard M. Elstad (professeur entendant)